# Oberlandhütte
Die Oberlandhütte ist eine Alpenvereinshütte der Sektion Oberland des Deutschen Alpenvereins, in den Kitzbüheler Alpen in Tirol.

## Lage
Die Oberlandhütte liegt im Spertental auf 1014 m ü. A. am Rand des Ortsteils Aschau bei Kirchberg in Tirol.

## Zugänge
- mit dem PKW über eine Straße, kurz hinter dem Ortsteil Aschau
- mit dem Post- oder Skibus vom Bahnhof in Kirchberg

## Touren

### Gipfel
- Großer Rettenstein, 2366 m
- Brechhorn, 2032 m, Gehzeit 3–4 Stunden
- Gerstinger Joch, 2035 m, Gehzeit 4–5 Stunden

## Karten und Literatur
- Alpenvereinskarte Blatt 34/1, 1:50.000, Kitzbüheler Alpen West
- Alpenvereinskarte Blatt 34/1S, 1:50.000, Kitzbüheler Alpen West (mit Skirouten)
- Alpenvereinskarte Blatt 34/2, 1:50.000, Kitzbüheler Alpen Ost
- Alpenvereinskarte Blatt 34/2S, 1:50.000, Kitzbüheler Alpen Ost (mit Skirouten)